# A54 (België)
De A54 is een korte Belgische snelweg die zich afsplitst van de A7/E19 ten zuiden van Nijvel (en daar slechts vanuit noordelijke richting te bereiken is). De autosnelweg, die de naam "La Carolorégienne" heeft meegekregen, was oorspronkelijk maar een kortere verbinding tussen Brussel en Charleroi (de route langs de snelwegen A15/E42 en A7/E19 is amper 10 km langer). De A54 maakt deel uit van de E420 Nijvel-Reims, die aan belang heeft toegenomen sinds de opening (september 2019) van nieuwe Belgische en Franse autosnelwegvakken tussen Couvin en Reims.
De nummering van de afritten sluit aan bij die van de A7 : op de A7 is afrit nr. 19 (Nivelles-Sud) de laatste afrit voor de splitsing (Knooppunt Arquennes) en op de A54 is afrit nr. 20 (Petit-Roeulx) de eerste afrit na die splitsing.

## Galerij

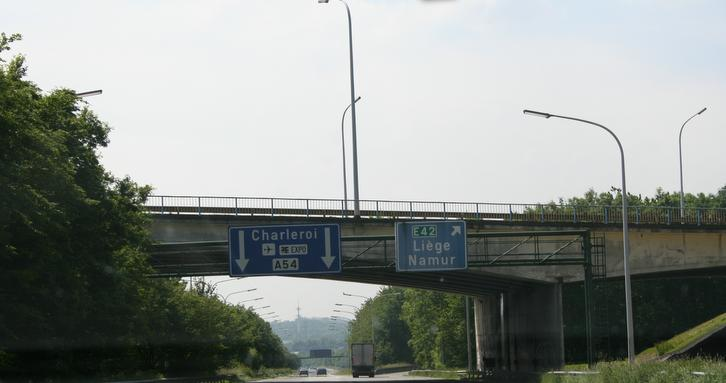
De A54/E420 ter hoogte van het knooppunt met de A15/E42